# Sébastien Izambard

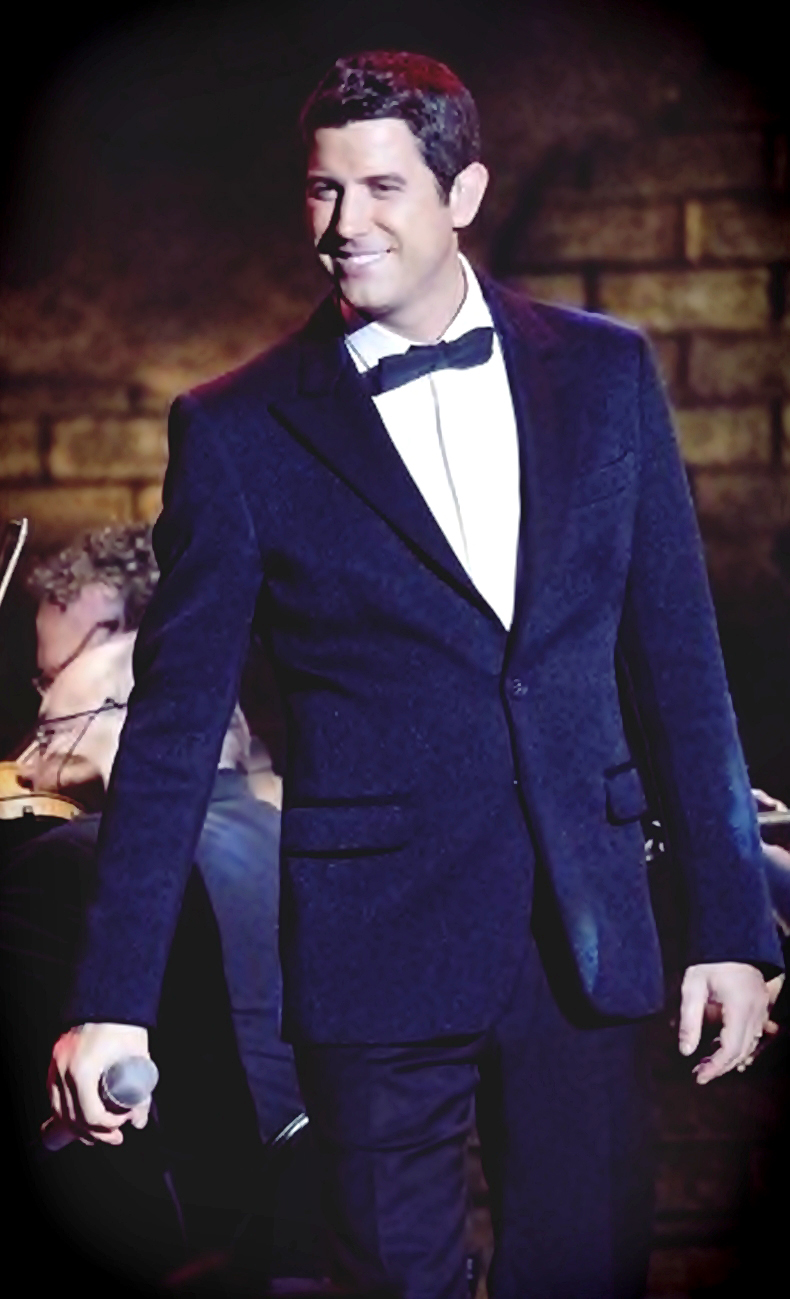
Sébastien Izambard, 2012

Sébastien Izambard (* 7. März 1973 in Paris) ist ein französischer Sänger (Tenor), Produzent, Komponist und Songwriter. Er ist Mitglied der Crossover-Gruppe Il Divo.
Er besuchte das renommierte Pariser Lycée Janson de Sailly.
Im Jahr 2000 veröffentlichte er sein erstes Soloalbum mit dem Titel Libre und 2018 das Album "We come here to love". Als Mitglied von Il Divo hat er weltweit über 26 Millionen Tonträger verkauft. Parallel zur Gruppe schreibt Izambard noch und komponiert Songs für andere Pop-Künstler.
Er ist aktives Mitglied der französischen Organisation SMTA Assistance Médicale Toit du Monde und globaler Botschafter der Sanfilippo Kinderstiftung.

## Diskografie

### Alben
- 2000: Libre
- 2018: We Came Here to Love

### Singles
- 2000: Libre (aus dem Album Libre)
- 2001: J’T’en veux (aus dem Album Libre)

### Alben mit Il Divo
siehe Il Divo#Diskografie